# Erftbahn
| heutiger Verlauf der Erftbahn |                                                                  |                                           |                                           |
| Streckennummer (DB): | 2581 (Bedburg–Martinswerk) 2601 (Martinswerk–Mödrath)            |                                           |                                           |
| Kursbuchstrecke (DB): | 481                                                              |                                           |                                           |
| Kursbuchstrecke: | 246e (Bedburg (Erft) – Horrem 1946) 246c (Horrem – Mödrath 1946) |                                           |                                           |
| Streckenlänge: | 12,7 km                                                          |                                           |                                           |
| Spurweite: | 1435 mm (Normalspur)                                             |                                           |                                           |
| Zweigleisigkeit: | –                                                                |                                           |                                           |
| |                                                                  |                                           |                                           |
| \| \| \| Strecke von Neuss \| \| \| \| 0,236 \| Bedburg (Erft) \| Bedburg (Erft) \| \| \| \| ehem. Strecke nach Ameln \| \| \| \| \| ehem. Strecke nach Düren \| \| \| \| 2,477 \| Glesch \| Glesch \| \| \| 4,099 \| Paffendorf \| Paffendorf \| \| \| 4,340 \| Bergheim RWE (Anst) \| Bergheim RWE (Anst) \| \| \| \| Hambachbahn \| \| \| \| \| ehem. Strecke von Elsdorf Ost \| \| \| \| 6,111 \| Zieverich (Hp+Anst) \| Zieverich (Hp+Anst) \| \| \| 6,300 \| Zieverich Industriestammgleis (Awanst) \| Zieverich Industriestammgleis (Awanst) \| \| \| 7,640 \| Bergheim (Erft) \| Bergheim (Erft) \| \| \| \| ehem. Strecke nach Rommerskirchen \| \| \| \| 9,600 \| Martinswerk (Haltepunkt ab 1941)[1] \| Martinswerk (Haltepunkt ab 1941)[1] \| \| \| \| ehem. Strecke von Niederaußem \| \| \| \| 09,720,0 \| Martinswerk (Strw, ehem. Abzw) \| Martinswerk (Strw, ehem. Abzw) \| \| \| \| Beginn Neutrassierung 1928 \| \| \| \| 19,700 \| Quadrath \| Quadrath \| \| \| 18,690 \| Quadrath-Ichendorf \| Quadrath-Ichendorf \| \| \| 18,700 \| Ichendorf \| Ichendorf \| \| \| \| Ende Neutrassierung 1928 \| \| \| \| 16,800 \| Horrem Übf \| Horrem Übf \| \| \| \| Schnellfahrstrecke von Köln \| \| \| \| 15,560 \| Horrem (Dreiecksbahnhof) \| Horrem (Dreiecksbahnhof) \| \| \| \| Schnellfahrstrecke nach Aachen \| \| \| \| \| ehem. Bergheimer Kreisbahn von Benzelrath \| \| \| \| 12,984 \| Mödrath \| Mödrath \| \| \| \| ehem. Bergheimer Kreisbahn nach Nörvenich \| \| \| \| \| ehem. Strecke nach Erftstadt \| \| \| \| \| \| \| \| Quellen: [2][3] \| \| \| \| |                                                                  |                                           |                                           |
| Strecke |                                                                  | Strecke von Neuss                         | Strecke von Neuss                         |
| Bahnhof | 0,236                                                            | Bedburg (Erft)                            | Bedburg (Erft)                            |
| Abzweig geradeaus und ehemals nach rechts |                                                                  | ehem. Strecke nach Ameln                  | ehem. Strecke nach Ameln                  |
| Abzweig geradeaus und ehemals nach rechts |                                                                  | ehem. Strecke nach Düren                  | ehem. Strecke nach Düren                  |
| Haltepunkt / Haltestelle | 2,477                                                            | Glesch                                    | Glesch                                    |
| Haltepunkt / Haltestelle | 4,099                                                            | Paffendorf                                | Paffendorf                                |
| Blockstelle | 4,340                                                            | Bergheim RWE (Anst)                       | Bergheim RWE (Anst)                       |
| Kreuzung geradeaus oben |                                                                  | Hambachbahn                               | Hambachbahn                               |
| Abzweig geradeaus und ehemals von rechts |                                                                  | ehem. Strecke von Elsdorf Ost             | ehem. Strecke von Elsdorf Ost             |
| Haltepunkt / Haltestelle | 6,111                                                            | Zieverich (Hp+Anst)                       | Zieverich (Hp+Anst)                       |
| ehemalige Blockstelle | 6,300                                                            | Zieverich Industriestammgleis (Awanst)    | Zieverich Industriestammgleis (Awanst)    |
| Bahnhof | 7,640                                                            | Bergheim (Erft)                           | Bergheim (Erft)                           |
| Abzweig geradeaus und ehemals nach links |                                                                  | ehem. Strecke nach Rommerskirchen         | ehem. Strecke nach Rommerskirchen         |
| ehemaliger Haltepunkt / Haltestelle | 9,600                                                            | Martinswerk (Haltepunkt ab 1941)          | Martinswerk (Haltepunkt ab 1941)          |
| Abzweig geradeaus und ehemals von links |                                                                  | ehem. Strecke von Niederaußem             | ehem. Strecke von Niederaußem             |
| Kilometer-Wechsel | 09,720,0                                                         | Martinswerk (Strw, ehem. Abzw)            | Martinswerk (Strw, ehem. Abzw)            |
| Abzweig geradeaus und ehemals nach links · Strecke von rechts (außer Betrieb) |                                                                  | Beginn Neutrassierung 1928                | Beginn Neutrassierung 1928                |
| Strecke · Bahnhof (Strecke außer Betrieb) | 19,700                                                           | Quadrath                                  | Quadrath                                  |
| Bahnhof · Strecke (außer Betrieb) | 18,690                                                           | Quadrath-Ichendorf                        | Quadrath-Ichendorf                        |
| Strecke · Bahnhof (Strecke außer Betrieb) | 18,700                                                           | Ichendorf                                 | Ichendorf                                 |
| Abzweig geradeaus und ehemals von links · Strecke nach rechts (außer Betrieb) |                                                                  | Ende Neutrassierung 1928                  | Ende Neutrassierung 1928                  |
| Blockstelle | 16,800                                                           | Horrem Übf                                | Horrem Übf                                |
| Strecke von links · Abzweig quer, nach links und nach rechts · Abzweig quer und von links |                                                                  | Schnellfahrstrecke von Köln               | Schnellfahrstrecke von Köln               |
| Kopfbahnhof Strecke ab hier außer Betrieb · Bahnhof mit S-Bahn-Halt | 15,560                                                           | Horrem (Dreiecksbahnhof)                  | Horrem (Dreiecksbahnhof)                  |
| Kreuzung geradeaus oben (Strecke geradeaus außer Betrieb) · Strecke nach rechts |                                                                  | Schnellfahrstrecke nach Aachen            | Schnellfahrstrecke nach Aachen            |
| Verschwenkung nach links (Strecke außer Betrieb) · Strecke nach halbrechts und von links |                                                                  | ehem. Bergheimer Kreisbahn von Benzelrath | ehem. Bergheimer Kreisbahn von Benzelrath |
| Bahnhof (Strecke außer Betrieb) | 12,984                                                           | Mödrath                                   | Mödrath                                   |
| Abzweig geradeaus und nach rechts (Strecke außer Betrieb) |                                                                  | ehem. Bergheimer Kreisbahn nach Nörvenich | ehem. Bergheimer Kreisbahn nach Nörvenich |
| Strecke (außer Betrieb) |                                                                  | ehem. Strecke nach Erftstadt              | ehem. Strecke nach Erftstadt              |
| |                                                                  |                                           |                                           |
| Quellen: |                                                                  |                                           |                                           |

Die Erftbahn ist eine Eisenbahnstrecke in Nordrhein-Westfalen. Die nicht elektrifizierte Strecke wurde ursprünglich von der Bergheimer Kreisbahn als meterspurige Kleinbahn gebaut und betrieben. Später wurde die Strecke auf Regelspur umgebaut.
Die Erftbahn trägt die Kursbuchstreckennummer 481 der Deutschen Bahn. Die Erft-Bahn (RB 38) ist die einzige auf ihr verkehrende Regionalbahn-Linie.

## Betrieb und Geschichte
Die Strecke Bedburg – Horrem – Mödrath wurde als Teil der Bergheimer Kreisbahn gebaut. Sie war in Meterspur ausgeführt und wurde von der Baufirma Lenz & Co. erbaut, die auch zunächst die Betriebsführung hatte. Eröffnet wurde die Verbindung zwischen Mödrath und Zieverich (und weiter Richtung Elsdorf) am 5. November 1896 für den Güter- und am 20. Februar 1897 für den Personenverkehr. Die Verlängerung Zieverich–Bedburg wurde am 8. Mai 1897 eröffnet. Obwohl zunächst schmalspurig errichtet, war ein regelspuriger Ausbau berücksichtigt worden. Die Trasse war entsprechend breit, es wurden Regelspurschwellen in verkürztem Abstand verlegt und schwerer Oberbau verwendet. 1904 wurden dritte Schienen eingebaut. Danach verkehrten die Personenzüge auf Meter-, die Güterzüge auf Regelspur.
1913 übernahm die Preußische Staatsbahn die Bergheimer Kreisbahn; eine Möglichkeit dazu war in der Konzession enthalten gewesen, und der Schmalspurbetrieb wurde eingestellt. Nach dem Ersten Weltkrieg wurden die Strecke nach Möglichkeit auf eigenem Bahnkörper verlegt und saniert. So wurde beispielsweise 1928 die Bahntrasse aus der Ortsmitte von Quadrath und Ichendorf etwas weiter südlich an den damaligen Ortsrand verschwenkt. In diesem Zusammenhang wurde der Bahnhof Quadrath-Ichendorf am heutigen Standort als Ersatz für die alten Bahnhöfe in Quadrath und Ichendorf neu angelegt.
Auf dem Abschnitt Mödrath – Horrem wurde der Personenverkehr am 28. Mai 1972 und der Güterverkehr am 1. Oktober 1978 eingestellt.
Der Abschnitt Horrem – Quadrath-Ichendorf wurde wegen des hohen Güterverkehrsaufkommens 1983 elektrifiziert. 1996 wurde die Oberleitung allerdings wieder abgebaut.
Seit dem 2. Juni 1991 fuhren die Züge durchgehend von Neuss nach Horrem, in der Hauptverkehrszeit auch nach Köln. Ab dem 15. Dezember 2002 wurde der Zugverkehr nach Köln ganztägig angeboten, seit dem 14. Dezember 2014 auch an Sonn- und Feiertagen.
Am 1. November 2007 wurde die Strecke an das elektronische Stellwerk angeschlossen. Bei dieser Gelegenheit wurden auch alle älteren Bahnübergangssicherungsanlagen mit Blinklichtern auf den Stand der Technik gebracht. Am mit Vollschranken ausgestatteten Bahnübergang Sandstraße in Quadrath-Ichendorf hatte bisher ein Schrankenwärter optisch überprüft, ob die Gleise frei von Fahrzeugen waren, jetzt erledigt dies ein Radarscanner.

### Erft-Bahn
Die Züge dieser Regionalbahnlinie verkehren von Bedburg (Erft) über Bergheim (Erft) nach Horrem oder nach Köln Messe/Deutz (mit Halt in Horrem am Gleis 19). Sie trägt die Liniennummer RB 38 und wird auf dem Abschnitt Bedburg – Horrem im Halbstunden- sowie auf der übrigen Strecke im Stundentakt von DB Regio NRW bedient.
Über die Erftbahn hinaus werden die Züge der Erft-Bahn ab Horrem nach Köln über die Strecke aus Aachen durchgebunden.
Bis zum Fahrplanwechsel am 10. Dezember 2017 verkehrten die Züge dieser Linie von Köln Messe/Deutz über Bedburg hinaus bis Düsseldorf Hauptbahnhof (an Wochenenden bis Neuss Hauptbahnhof). Dieser im Gebiet des Verkehrsverbunds Rhein-Ruhr gelegene Abschnitt wurde im Dezember 2017 durch eine neue Linie RB 39 (Düssel-Erft-Bahn) übernommen, welche vom Verkehrsunternehmen Vias betrieben wird. Fahrgäste, die über Bedburg hinaus fahren möchten, müssen dort nun umsteigen. Grund für diese Teilung sind Planungen des südlich von Bedburg zuständigen Aufgabenträgers Zweckverband Nahverkehr Rheinland, den Abschnitt Bedburg – Köln zu elektrifizieren und die Regionalbahn durch eine Linie der S-Bahn Köln zu ersetzen. Des Weiteren entfiel in den Zügen der Erft-Bahn die Erste Klasse; Gründe sind deren geringe Nutzung und die zur Hauptverkehrszeit stets überfüllten Züge, wodurch die Kapazität vergrößert werden soll.
Wegen Brückenbauarbeiten in Köln-Deutz verkehrten die Züge der RB 38 von Mitte 2020 bis Ende 2021 nur zwischen Bedburg und Horrem. Ein Schienenersatzverkehr bis Köln wurde nicht eingerichtet, Fahrgäste mussten auf die in Horrem verkehrenden S-Bahn- und Regionalexpresszüge umsteigen. In Hinblick auf die Corona-Pandemie gab es an der Entscheidung der DB Kritik aus der Politik des Rhein-Erft-Kreises, da die anderen Regionalzüge nach Köln durch diese Maßnahme höhere Fahrgastzahlen aufweisen würden. Laut DB war eine andere Regelung aufgrund der Dringlichkeit der Arbeiten in Köln-Deutz nicht möglich. Außerdem verwies die Bahn auf den Ausbau des RRX und die damit steigenden Fahrgastkapazitäten auf der Linie RE 1.

### Fahrzeugeinsatz

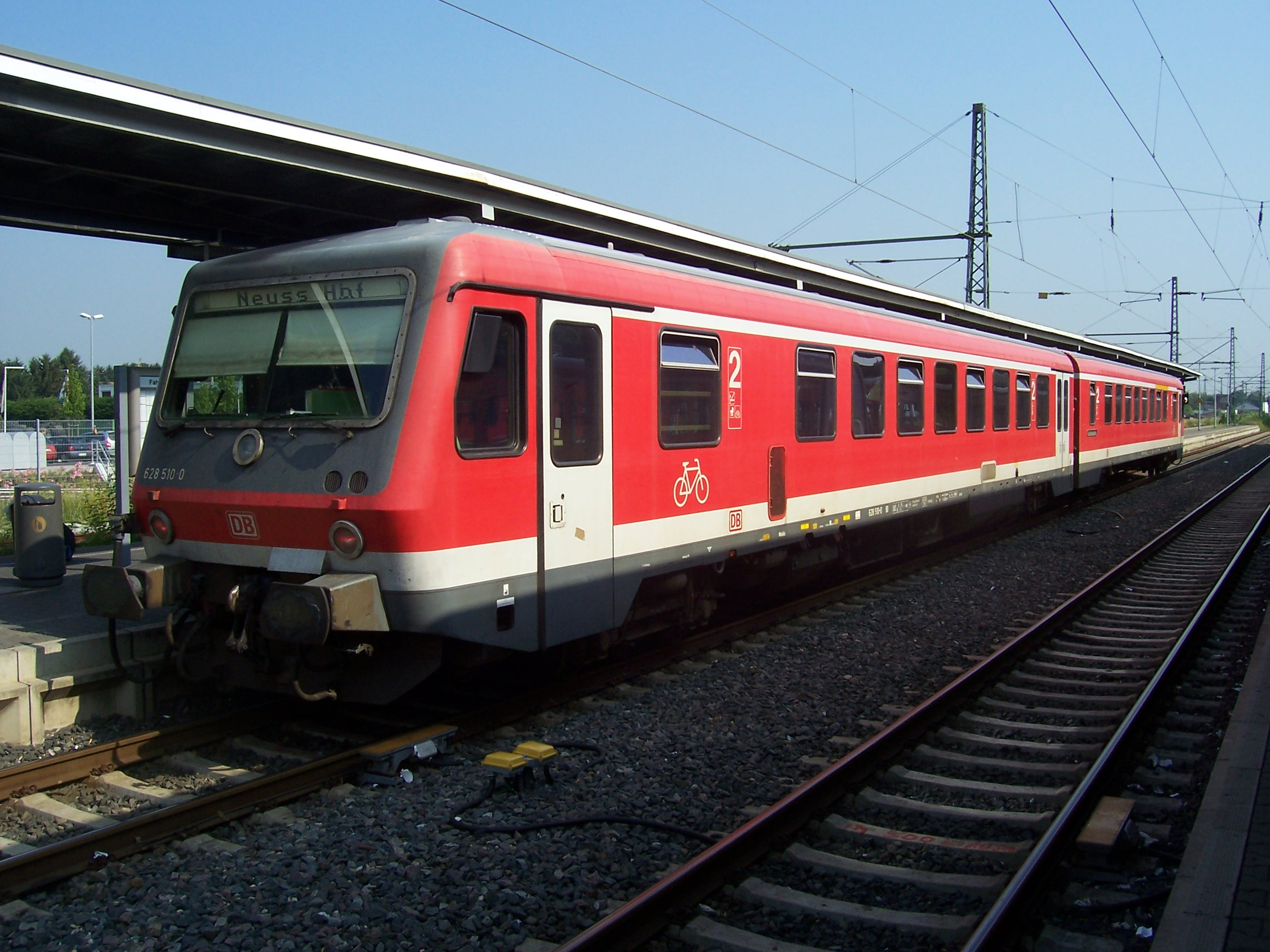
Ein Triebwagen der Reihe 628 als Erft-Bahn im Bahnhof Grevenbroich

Vor den 1990er Jahren prägten die Akkumulatorentriebwagen der Baureihe 515 den Personenverkehr auf der Strecke. In den 1990ern wurden Diesellokomotiven der Baureihen 212 und später 215 bzw. 218 zusammen mit Silberlingen eingesetzt.
Ende der 1990er Jahre wurden die lokomotivbespannten Züge durch Dieseltriebwagen der Reihe 628 ersetzt. 2003 kamen zwei- und dreiteilige Triebwagen der Reihe 643 (Bombardier Talent) hinzu, sodass bis zum Fahrplanwechsel 2010/2011 beide Fahrzeugtypen eingesetzt wurden. Bis Dezember 2014 wurden dann auf der Erft-Bahn wieder nur Triebwagen der Baureihe 628 eingesetzt, meist in Doppeltraktion, zwischen Bedburg und Horrem verkehrten dagegen einzelne Triebwagen dieser Baureihe.
Von Dezember 2014 bis Dezember 2016 wurden ausschließlich Fahrzeuge der Reihe 644 („Bombardier Talent“) eingesetzt, auf der damaligen Gesamtstrecke zwischen Düsseldorf Hauptbahnhof und Köln Messe/Deutz in Doppeltraktion und zwischen Bedburg und Horrem bzw. Grevenbroich und Neuss, wie zuvor, zusätzlich einzelne Fahrzeuge. Vom Fahrplanwechsel im Dezember 2016 bis Mitte des Jahres 2017 verkehrten zwischen Bedburg und Horrem auch wieder vereinzelt Fahrzeuge der Baureihe 628, da einige der Triebwagen der Baureihe 644 Hauptuntersuchungen erhielten, welche in diesem Zusammenhang auch neu lackiert, mit neuen Sitzpolstern und Kopfstützen ausgestattet und grundgereinigt wurden. Es war geplant, die Triebwagen auf dem längeren Zuglauf (Bedburg – Köln) als Dreifachtraktion fahren zu lassen. Dies scheiterte aber an den Bahnsteiglängen in Glesch, Paffendorf und Zieverich. Somit fahren zwischen Bedburg und Köln Triebwagen in Doppeltraktion und zwischen Bedburg und Horrem einfache Triebwagen. Später wurden vereinzelt auch Triebwagen der Baureihe 620 („Alstom Coradia LINT“) eingesetzt, welche im restlichen Kölner Dieselnetz die Baureihe 644 nahezu komplett ersetzten. Die vollständige Ablösung der Baureihe 644 durch die Baureihe 620 auf der Erftbahn erfolgte jedoch erst zum 12. Juli 2024. Vermehrt fahren seitdem auch die Baureihe 622 im Doppeltraktion und einzeln. 

### Ausblick
Seit den 1990er Jahren gibt es Planungen, die Erftbahn (Düsseldorf–Bedburg) in das S-Bahn-Netz Köln aufzunehmen (siehe auch Zielnetz 2015).
Diese Pläne werden durch den für den Nordteil der Strecke (Düsseldorf–Bedburg) zuständigen Verkehrsverbund Rhein-Ruhr jedoch nicht mehr weiterverfolgt. Dieser Streckenteil wird seit Dezember 2017 von der Vias betrieben und die Strecke in Bedburg geteilt. Der Südteil der Strecke soll nach Planung des dort zuständigen Zweckverbands go.Rheinland elektrifiziert und mit einem Überwerfungsbauwerk in Horrem an die bestehende S-Bahn-Strecke nach Köln angebunden werden. Es soll die bisher in Horrem endende Linie S12 bis Bedburg verlängert werden und der Takt durch einen Gleisausbau von 30 auf 20 Minuten reduziert werden.
Die Vorplanungen für den S-Bahn-Anschluss der Erftbahn sind abgeschlossen. Stand Anfang 2024 befindet sich das Projekt in der Entwurfs- und Genehmigungsplanung, in der die Planungsunterlagen detailliert ausgearbeitet werden. Auch die an der Bahnstrecke wohnhaften Bürgerinnen und Bürger werden in die Planungen (bspw. für Lärmschutzthemen) mit eingebunden, bevor die Beantragung beim Eisenbahn-Bundesamt erfolgt. Eine Inbetriebnahme der S-Bahn bis Bedburg ist frühestens für 2030 geplant.
Über das Projekt „Neuland Hambach“ wird außerdem ein späterer Anschluss (nach 2040) der Stadt Elsdorf mit zwei Haltepunkten an das Netz der S-Bahn Köln geplant. Dabei soll die Strecke der S12 nach dem Haltepunkt Zieverich einen Abzweig nach Elsdorf erhalten. Mit dem Kohleausstieg und der Restrukturierung des Gebiets um den Tagebau Hambach sollen in Elsdorf ein „Food Campus“ mit innovativen Gastronomie-Konzepten und die „Zukunftsterrassen Elsdorf“ entstehen. Letztere sind als Naherholungsgebiet geplant und sollen aus nahegelegenen Großstädten wie Köln oder Düsseldorf umweltfreundlich mit dem ÖPNV erreicht werden können. Elsdorf ist heute die einzige Stadt im Rhein-Erft-Kreis, die nicht an das Bahnnetz angeschlossen ist.

## Streckenbeschreibung
Die Strecke verläuft von Bedburg bis Bergheim neben der Erft. Dabei kreuzt die Erftbahn die Erft kurz vor Bergheim. Ansonsten befindet sich die Erft nicht in unmittelbarer Nähe der Bahngleise. Die Strecke ist eine eingleisige Nebenbahn.

### Bahnhof Bedburg (Erft)

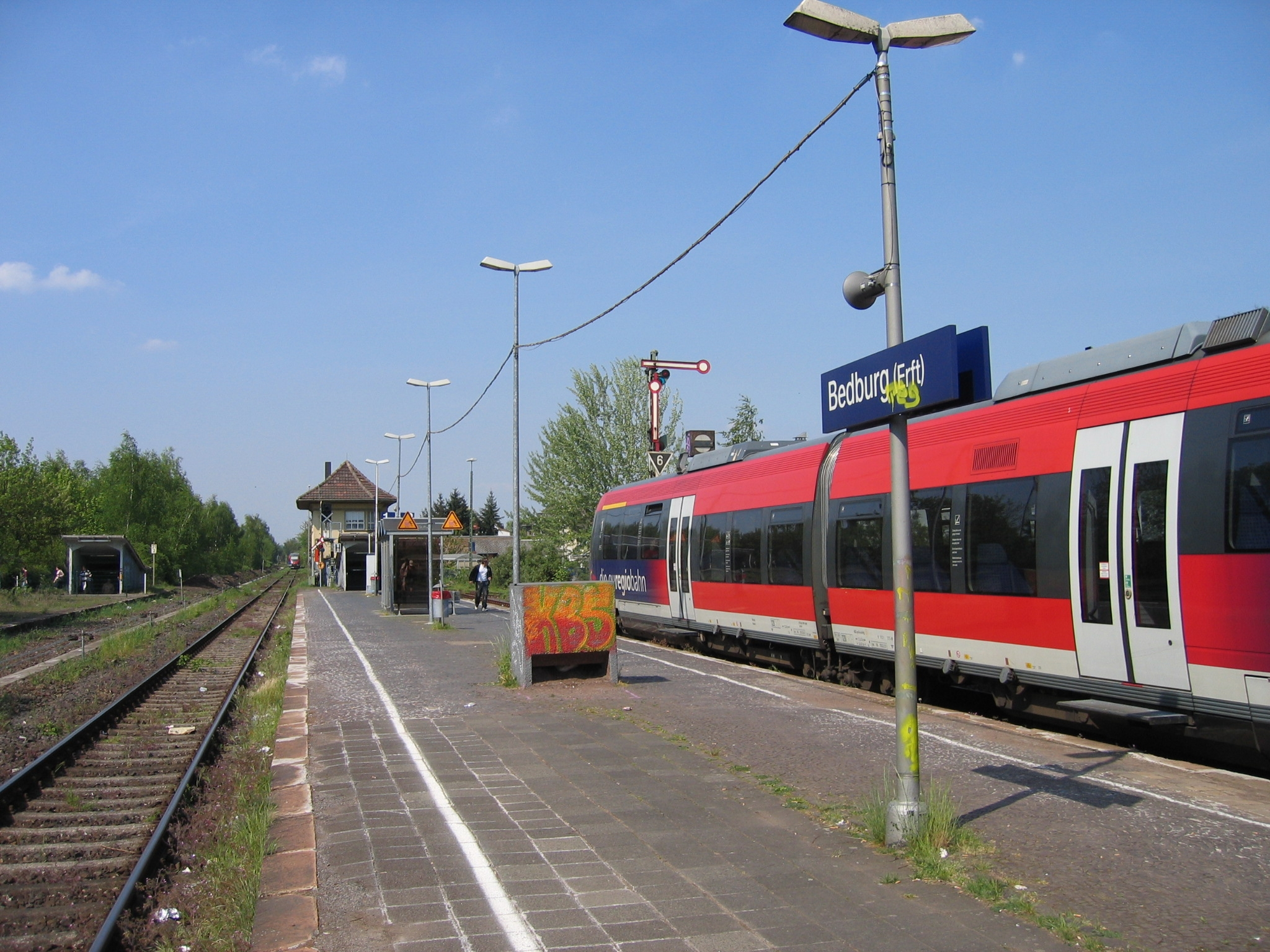
Bahnhof Bedburg vor der Sanierung (2007)

Der Bahnhof Bedburg (Erft) wurde 1869 an der Strecke Düren – Neuss in Betrieb genommen, daher rührt auch seine Streckenkilometrierung von 21,2. 1897 kam die Strecke nach Horrem hinzu. 1898 nahm das Amelner Johännchen auf der Bahnstrecke Bedburg–Ameln den Betrieb auf, an der der Bahnhof Bedburg beim Streckenkilometer 0,2 liegt. Der Verkehr auf der Strecke nach Ameln wurde am 17. März 1953 eingestellt, da er nicht mehr rentabel war.
Heute lässt sich kaum noch erahnen, wie groß der Bahnhof in Bedburg früher gewesen ist. Wegen des Tagebaus Hambach wurde der Streckenabschnitt Düren – Bedburg 1995 stillgelegt und anschließend abgebaut. Der noch liegende Schotter auf den ehemaligen Trassen erinnert an die umfangreichen Gleisanlagen. Bedburg hatte zwei Stellwerke (Bnf und Bsf). Bsf wurde 1995 mit der Stilllegung des Streckenabschnitts bis Düren außer Betrieb genommen und nach einem Brand abgebrochen. Bnf übernahm die verbliebenen Weichen und Signale, bis es mit der Inbetriebnahme des elektronischen Stellwerks 2007 ebenfalls außer Betrieb genommen wurde.
Von Juni 2012 bis Ende 2013 wurde der Bahnhof Bedburg barrierefrei umgebaut und der Mittelbahnsteig durch zwei Außenbahnsteige ersetzt. Dabei wurde das östliche Stumpfgleis zum Durchfahrtsgleis und das mittlere Gleis zum Stumpfgleis.

### Haltepunkt Glesch

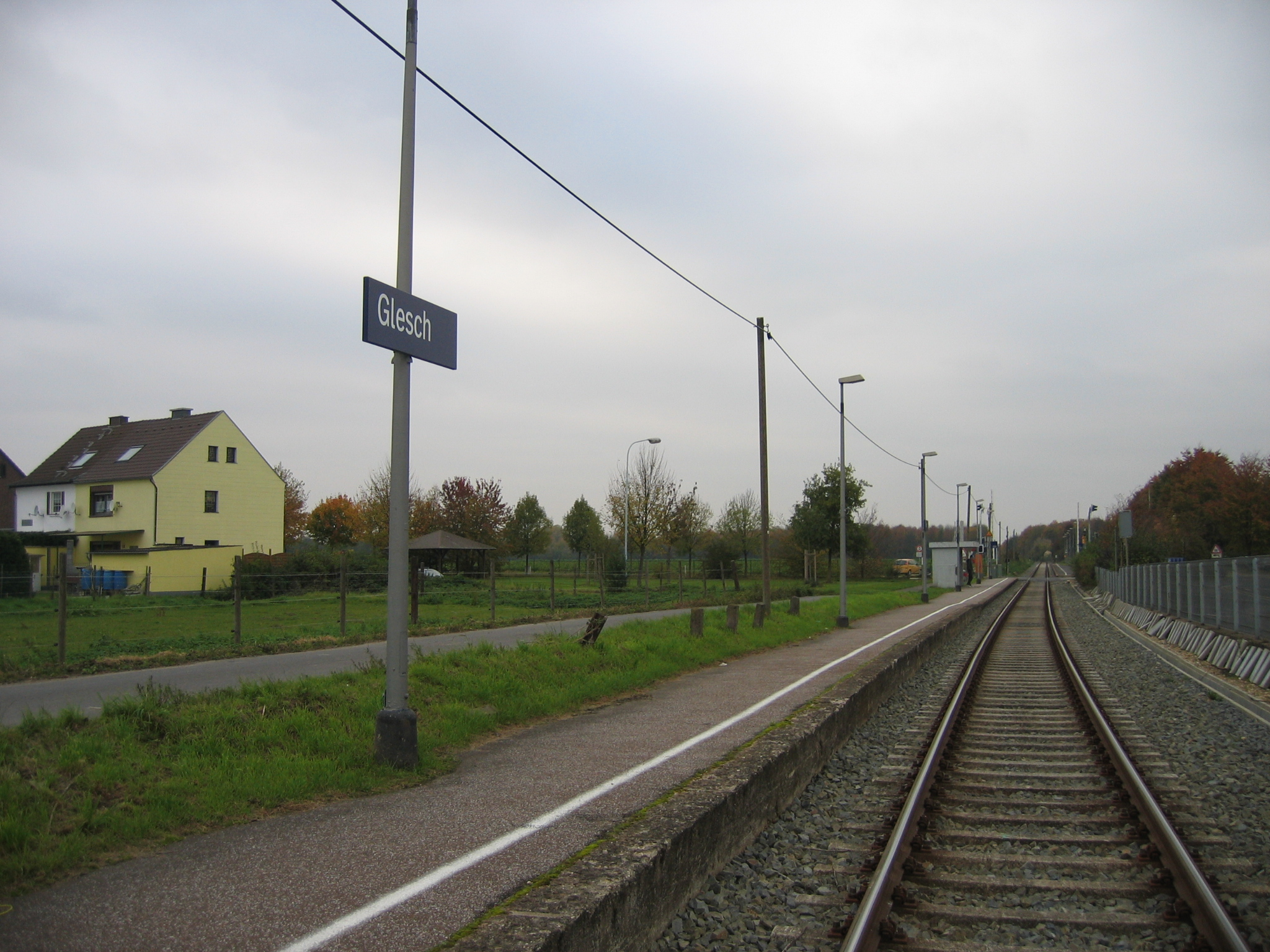
Haltepunkt Glesch

1897 erhielt der Ort Glesch durch die Bergheimer Kreisbahn seinen heute noch bestehenden Bahnhaltepunkt am Streckenkilometer 2,5. Die Strecke führte an dieser Stelle dicht am Tagebau Fortuna-Garstorf vorbei.

### Haltepunkt Paffendorf

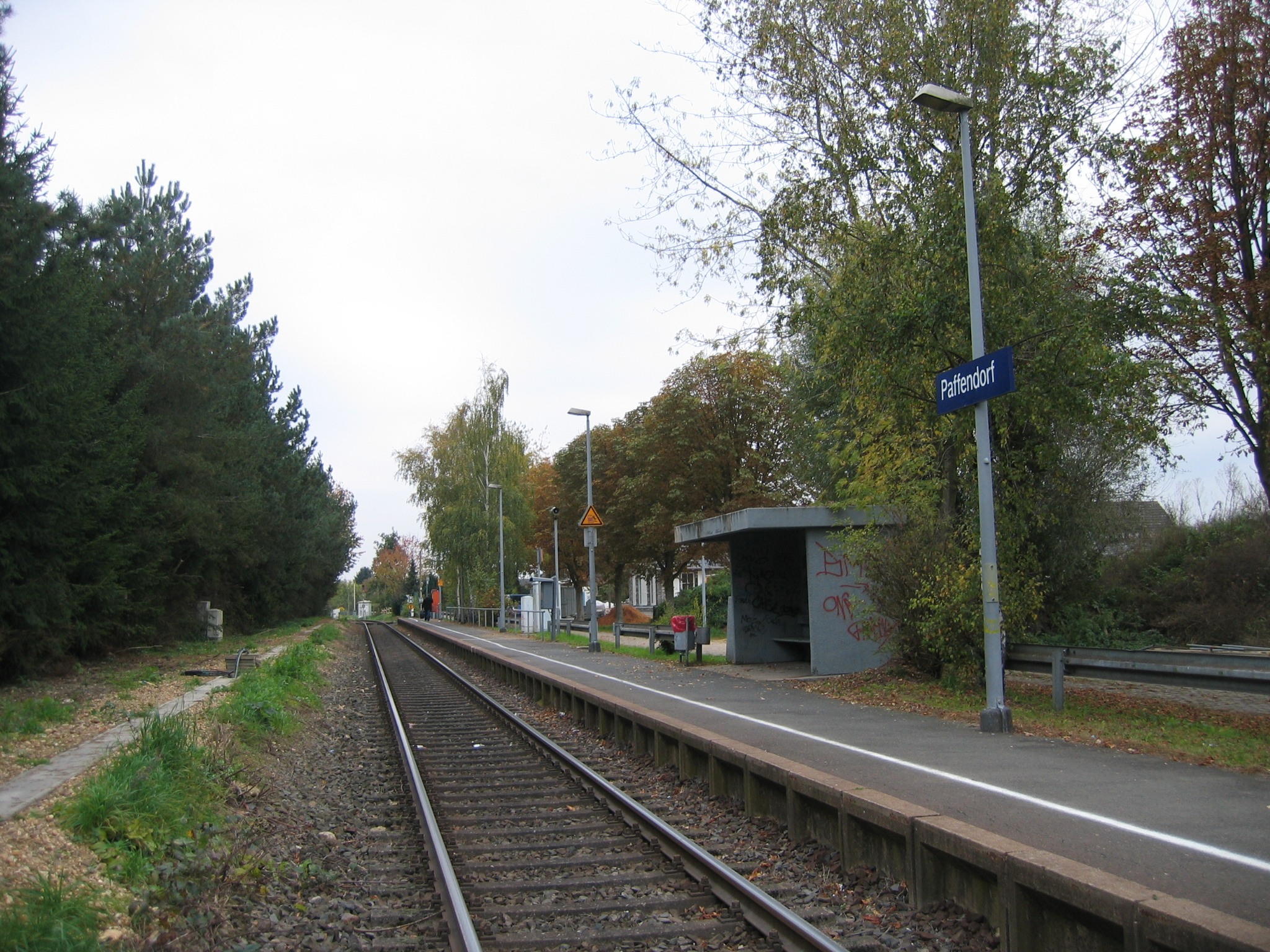
Haltepunkt Paffendorf

Die Strecke passiert die Hambachbahn der RWE Power, die ausschließlich zum Transport von Kohle und Abraum genutzt wird. Unmittelbar danach halten die Züge am 1897 errichteten Haltepunkt Paffendorf mit dem Streckenkilometer 4,1. Im örtlichen Schloss befindet sich das RWE-Power-Informationszentrum.

### Haltepunkt Zieverich

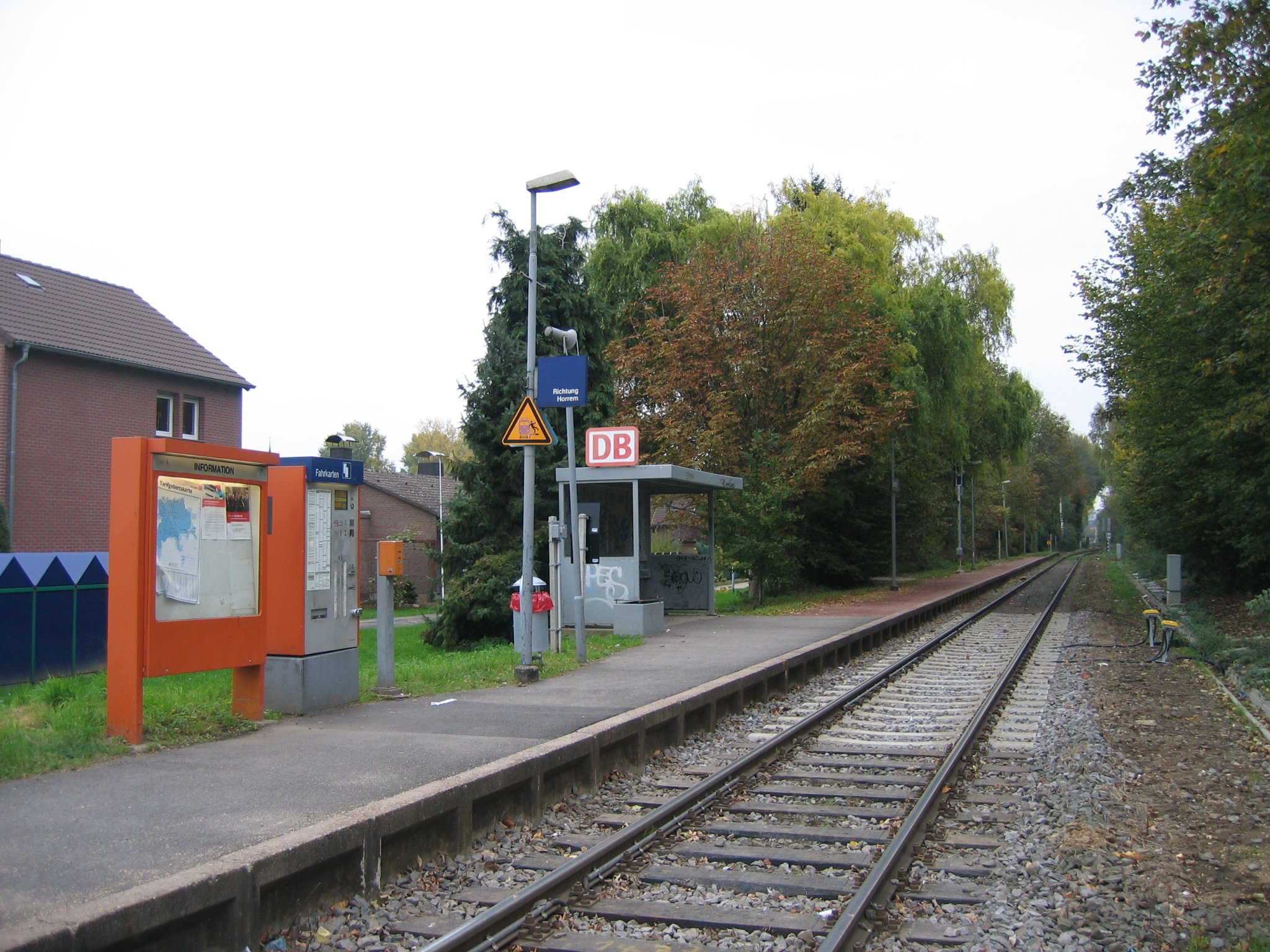
Haltepunkt Zieverich

Inmitten von viel Grün liegt der 1897 gebaute, zweigeteilte Haltepunkt Zieverich am Streckenkilometer 6,1. Die Züge in Richtung Köln und in Richtung Düsseldorf halten nicht am selben Bahnsteig. Bis 1967 zweigte von hier die Strecke in Richtung Elsdorf Ost ab, die ebenfalls von der Bergheimer Kreisbahn gebaut worden war.

### Bahnhof Bergheim (Erft)

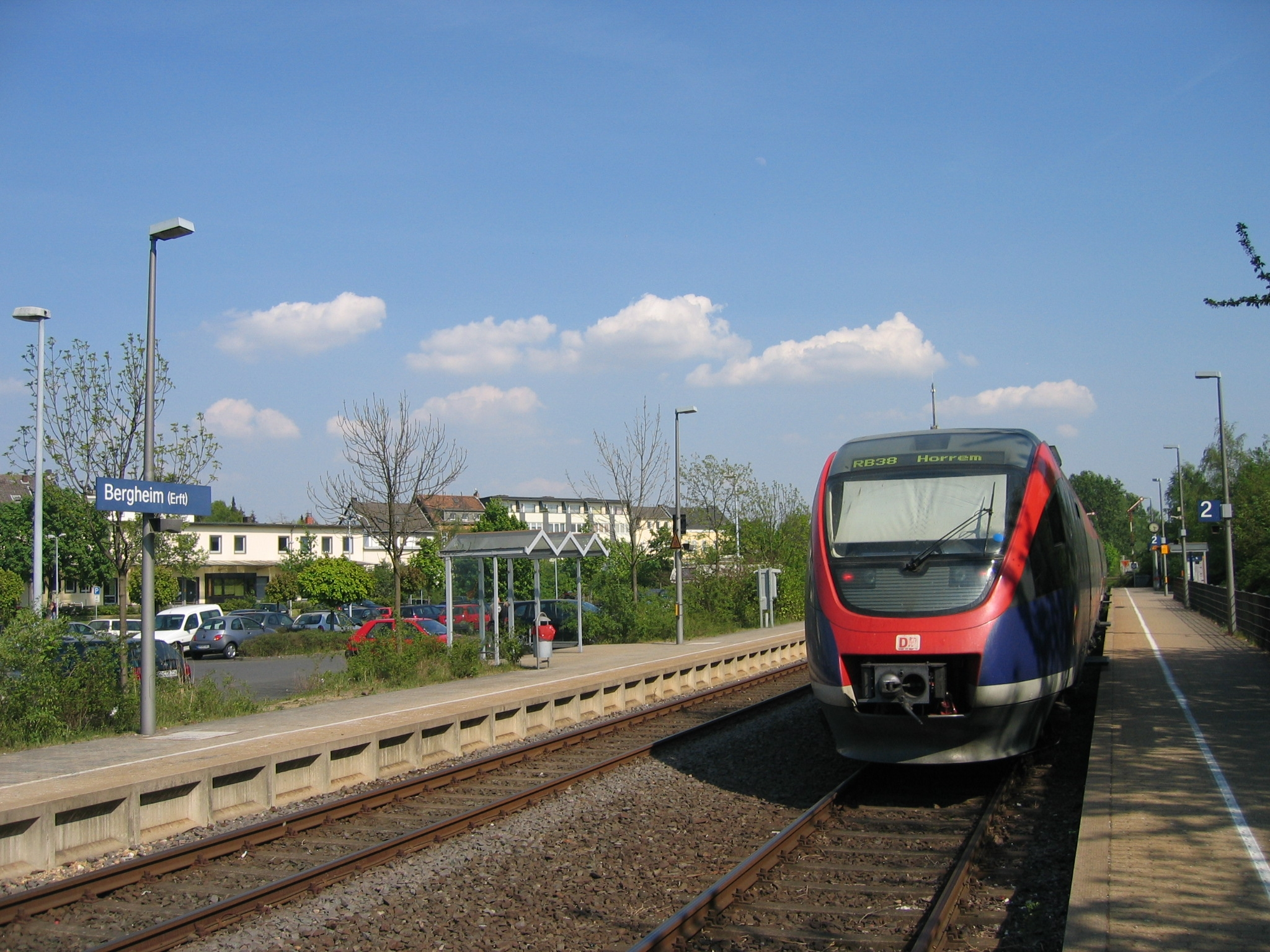
Zug der Erft-Bahn im Bahnhof Bergheim

Der Bahnhof in Bergheim wurde 1897 am Streckenkilometer 7,6 in Betrieb genommen. Der alte Bahnhof hatte ein elektromechanisches Fahrdienstleiterstellwerk Bf (Bauart E43) im Empfangsgebäude mit Formsignalen als Ein- und Ausfahrsignale. Drei bis vier Gleise waren für Zugkreuzungen vorhanden. Es gab eine dreigleisige Triebwagenhalle an den Gleisen 9–11. Hinter dieser verlief das bahnsteiglose Gleis 12, es ließ nur Ein- und Ausfahrten aus bzw. in Richtung Horrem zu. Zwischen den Hauptgleisen und der Triebwagenhalle lagen die Abstellgleise 7 und 8. Von Gleis 1 führten zwei Stumpfgleise in Richtung Empfangsgebäude, davon endete das Gleis 13 an einer Kopframpe. Der ganze Bahnhof lag aus Richtung Horrem gesehen in einem engen Linksbogen.
1988 wurde der Bahnhof verlegt, das alte Empfangsgebäude blieb an der ursprünglichen Stelle erhalten. Die Inbetriebnahme des neuen Bahnhofs erfolgte am 18. April 1988. Am 27. Juni 1988 wurden die verlegten Gleise im Bahnhof Bergheim in Betrieb genommen. Es verblieben in neuer Lage die geraden Gleise 1 und 2 mit Außenbahnsteigen. Bis auf das Ladegleis an der Kopframpe wurden alle anderen Gleise und die Triebwagenhalle zurückgebaut. Das noch länger erhaltene Empfangsgebäude wurde Anfang 2017 im Rahmen von Umbaumaßnahmen ebenfalls abgebrochen.
2007 wurde das alte Stellwerk Bf stillgelegt, als die Betriebsführung auf der Strecke am 28. Oktober 2007 vom elektronischen Stellwerk Köln-Ehrenfeld übernommen wurde, welches von der Betriebszentrale Duisburg gesteuert wird. Das verbliebene Ladegleis wurde hierbei abgetrennt.
Früher zweigten in Bergheim Nebenbahnen nach Rommerskirchen und ab Zieverich nach Elsdorf Ost ab. Ferner gab es ein Anschlussgleis zum Martinswerk. Das Bahnbetriebswerk beheimatete Triebwagen. Unter anderem verkehrten Personenzüge über Horrem nach Kerpen.

### Haltepunkt Martinswerk
Der Haltepunkt Martinswerk lag bei Streckenkilometer 9,6 kurz vor der Einmündung des Strategischen Bahndamms aus Richtung Niederaußem bzw. Neuss und war von Sommer 1941 an bis in die 1960er-Jahre in Betrieb. Seit mindestens 1969 wird der Haltepunkt nicht mehr bedient.

### Haltepunkt Quadrath-Ichendorf

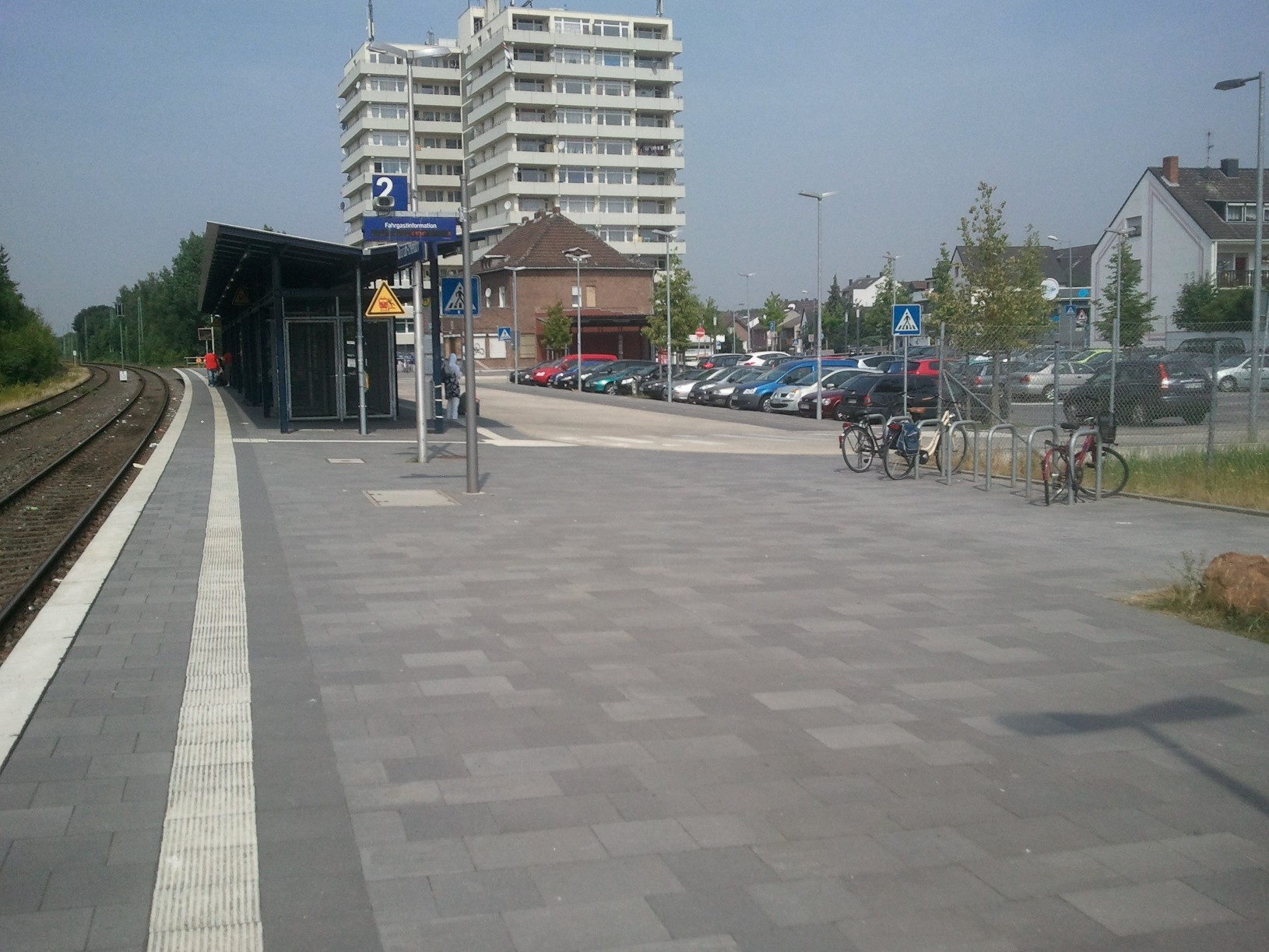
Bahnhaltepunkt Quadrath-Ichendorf

Der Bahnhof (heute: Haltepunkt) Quadrath-Ichendorf existiert seit seiner Eröffnung 1928 am Streckenkilometer 18,7. Er entstand im Rahmen der Neutrassierung zwischen Martinswerk und Ichendorf als Ersatz für die wegfallenden Bahnhöfe Quadrath und Ichendorf. Von 1983 bis 1996 war die Strecke bis zur Abzweigstelle Martinswerk (Aluminiumwerk) in Quadrath-Ichendorf elektrifiziert. An dieser Stelle mündete der Strategische Bahndamm von Neuss in die Erftbahn.

### Bahnhof Horrem
Der Bahnhof Horrem liegt am Streckenkilometer 15,9 bezogen auf die Erftbahn und verbindet diese mit der Schnellfahrstrecke Köln–Aachen. Heute ist der Bahnhof Horrem der Endbahnhof der Erftbahn; die Weiterführung nach Mödrath wurde 1978 stillgelegt und ist mittlerweile abgebaut. Die Erftbahn ist im Bahnhof über ein Gleisdreieck mit der Schnellfahrstrecke verbunden. Die in Horrem beginnenden und endenden Züge halten an der Westkurve Richtung Aachen und die Züge aus und in Richtung Köln halten an der Ostkurve. Horrem ist daher ein Dreiecksbahnhof.
Horrem wird von folgenden Linien der S-Bahn Köln angefahren: S12 (Horrem – Köln – Siegburg/Bonn – Au (Sieg)) und S19 (Düren – Köln – Köln/Bonn Flughafen – Troisdorf – Au (Sieg)). Außerdem bedient der NRW-Express und der Rhein-Sieg-Express Horrem. Fernzüge durchfahren den Bahnhof ohne Halt.
Die Strecke nach Mödrath überquerte westlich des Bahnhofes auf einer Brücke die Hauptstrecke nach Düren.